# Olympische Sommerspiele 2016/Leichtathletik – 100 m Hürden (Frauen)

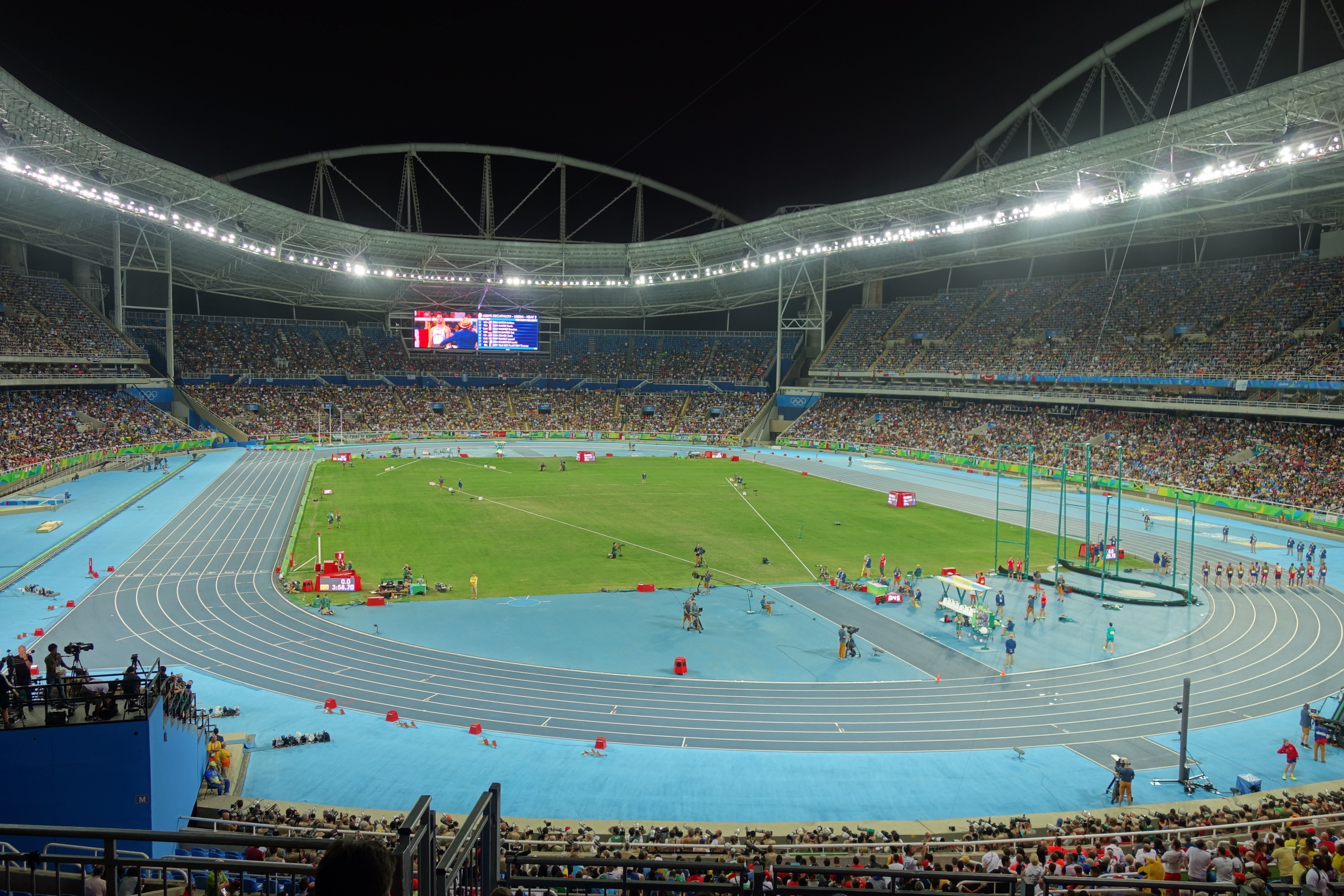
Innenraum des Estádio Olímpico João Havelange während der Spiele von Rio

Der 100-Meter-Hürdenlauf der Frauen bei den Olympischen Spielen 2016 in Rio de Janeiro wurde am 16. und 17. August 2016 im Estádio Nilton Santos ausgetragen. 47 Athletinnen nahmen teil.
Für die US-Mannschaft gab es einen dreifachen Erfolg. Brianna Rollins gewann vor Nia Ali und Kristi Castlin.
Für Deutschland starteten Pamela Dutkiewicz, Nadine Hildebrand und Cindy Roleder. Dutkiewicz und Hildebrand schieden im Halbfinale aus, Roleder erreichte im Finale Platz fünf.

Die Schweizerin Clélia Rard-Reuse scheiterte im Halbfinale, die Österreicherin Beate Schrott in der Vorrunde.

Athletinnen aus Liechtenstein nahmen nicht teil.

## Aktuelle Titelträgerinnen
| Olympiasiegerin                         | Sally Pearson ( Australien)        | 12,35 s | London 2012    |
| Weltmeisterin                           | Danielle Williams ( Jamaika)       | 12,57 s | Peking 2015    |
| Europameisterin                         | Cindy Roleder ( Deutschland)       | 12,62 s | Amsterdam 2016 |
| Nord-/Zentralamerika-/Karibik-Meisterin | LoLo Jones ( USA)                  | 12,63 s | San José 2015  |
| Südamerika-Meisterin                    | Yvette Lewis ( Panama)             | 13,31 s | Lima 2015      |
| Asienmeisterin                          | Wu Shuijiao ( Volksrepublik China) | 13,12 s | Wuhan 2015     |
| Afrikameisterin                         | Claudia Heunis ( Südafrika)        | 13,35 s | Durban 2016    |
| Ozeanienmeisterin                       | Fiona Morrison ( Neuseeland)       | 13,57 s | Cairns 2015    |

## Rekorde

### Bestehende Rekorde
| Weltrekord         | Kendra Harrison ( USA)      | 12,20 s | London, Großbritannien           | 22. Juli 2016  |
| Olympischer Rekord | Sally Pearson ( Australien) | 12,35 s | Finale OS London, Großbritannien | 7. August 2012 |

Der bestehende olympische Rekord wurde bei diesen Spielen nicht erreicht. Im schnellsten Rennen, dem ersten Halbfinale am 17. August, verfehlte die spätere Olympiasiegerin Brianna Rollins aus den Vereinigten Staaten diesen Rekord mit ihrer Zeit von 12,47 Sekunden bei einem Rückenwind von 0,2 m/s um zwölf Hundertstelsekunden. Zum Weltrekord fehlten ihr 27 Hundertstelsekunden. Im Finale am Abend desselben Tages war Brianna Rollins bei Windstille mit 12,48 s Sekunden nur um eine Hundertstelsekunde langsamer als im Halbfinale.

### Rekordverbesserung
Es wurde ein neuer Landesrekord aufgestellt:

12,64 s – Pedrya Seymour (Bahamas), erstes Halbfinale am 17. August bei einem Rückenwind von 0,2 m/s
Anmerkung:
Alle Zeitangaben sind auf die Ortszeit Rio (UTC-3) bezogen.

## Vorrunde
Die Vorrunde wurde in sechs Läufen durchgeführt. Für das Halbfinale qualifizierten sich pro Lauf die ersten drei Athletinnen (hellblau unterlegt). Darüber hinaus die sechs Zeitschnellsten, die sogenannten Lucky Loser (hellgrün unterlegt), weiter.

### Lauf 1

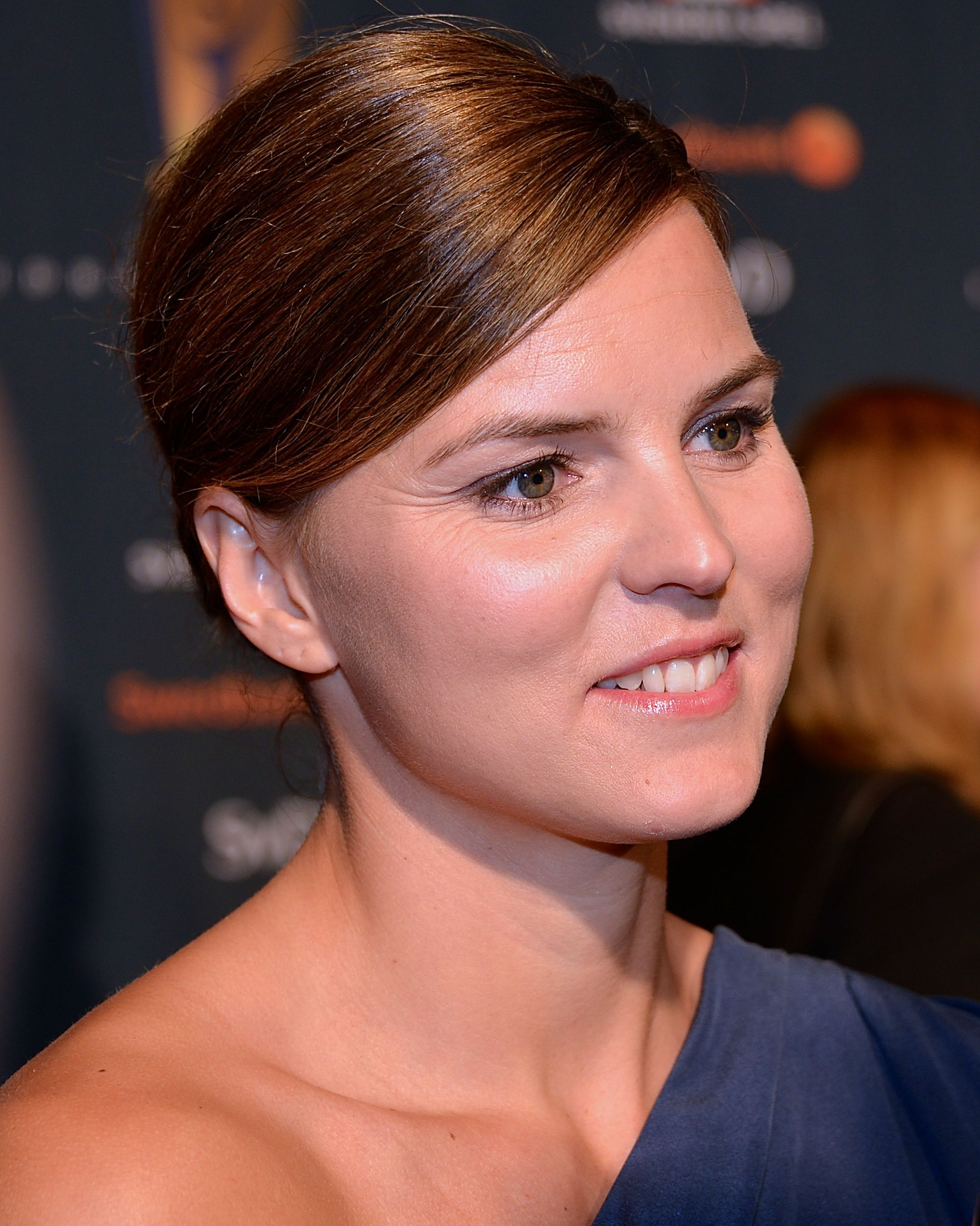
Susanna Kallur – ausgeschieden als Fünfte des ersten Vorlaufs
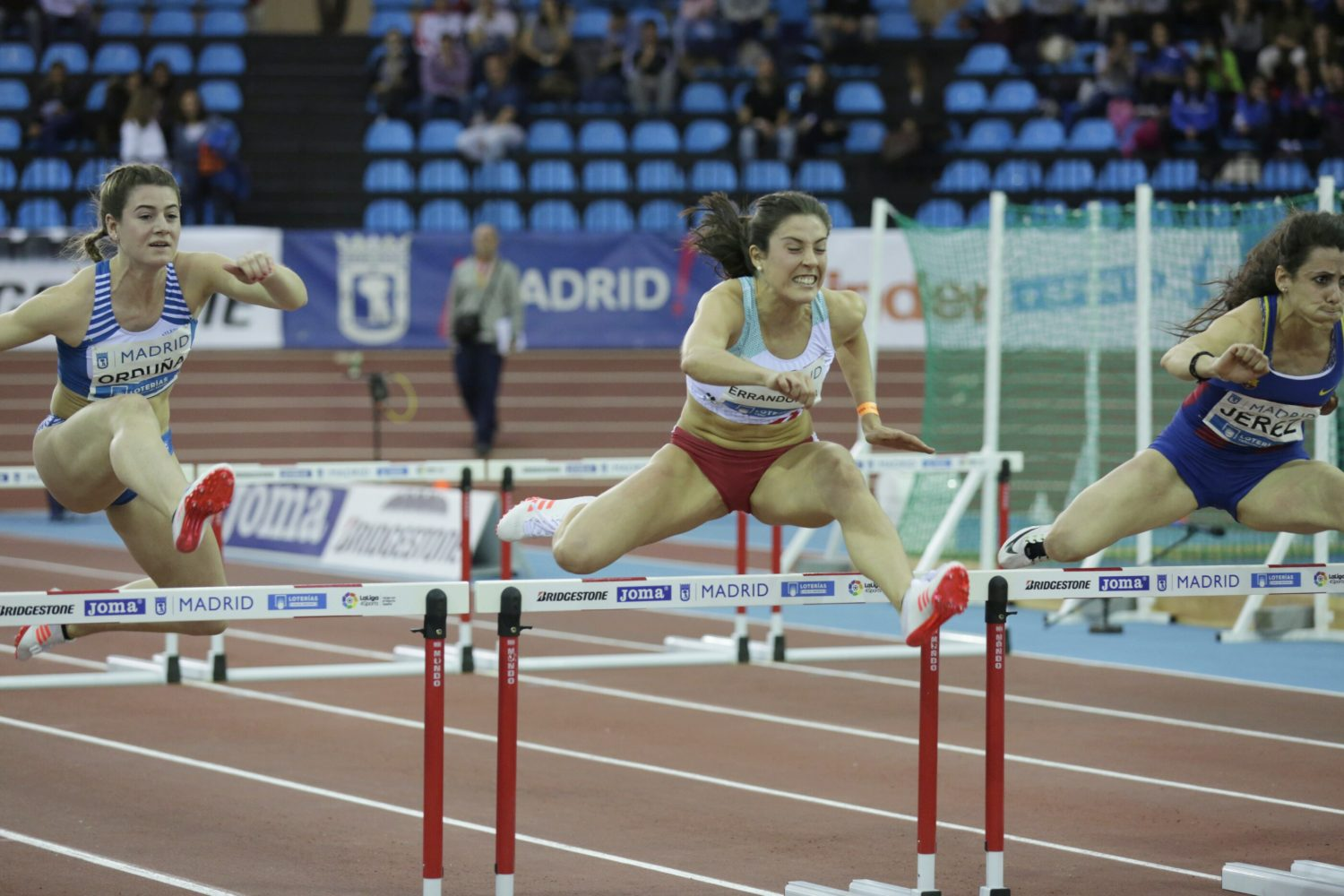
Caridad Jerez (ganz rechts) – ausgeschieden als Sechste des ersten Vorlaufs

16. August 2016, 11:05 Uhr

Wind: −0,5 m/s
| Platz | Name               | Nation   | Zeit (s) | Anmerkung                                                                    |
| ----- | ------------------ | -------- | -------- | ---------------------------------------------------------------------------- |
| 1     | Kristi Castlin     | USA      | 12,68    |                                                                              |
| 2     | Anne Zagré         | Belgien  | 12,85    |                                                                              |
| 3     | Nooralotta Neziri  | Finnland | 12,88    |                                                                              |
| 4     | Shermaine Williams | Jamaika  | 12,95    |                                                                              |
| 5     | Susanna Kallur     | Schweden | 13,04    |                                                                              |
| 6     | Caridad Jerez      | Spanien  | 13,26    |                                                                              |
| 7     | Katy Sealy         | Belize   | 15,79    |                                                                              |
| DSQ   | Mulern Jean        | Haiti    |          | Weltleichtathletikverband Regel 168.7b – Fehlerhaftes Überqueren einer Hürde |

### Lauf 2
16. August 2016, 11:12 Uhr

Wind: −0,2 m/s
| Platz | Name                  | Nation              | Zeit (s) |
| ----- | --------------------- | ------------------- | -------- |
| 1     | Nia Ali               | USA                 | 12,76    |
| 2     | Phylicia George       | Kanada              | 12,83    |
| 3     | Pedrya Seymour        | Bahamas             | 12,85    |
| 4     | Wu Shuijiao           | Volksrepublik China | 13,03    |
| 5     | Maíla Machado         | Brasilien           | 13,09    |
| 6     | Michelle Jenneke      | Australien          | 13,26    |
| 7     | Kazjaryna Paplauskaja | Belarus             | 13,45    |
| 8     | Beate Schrott         | Österreich          | 13,47    |

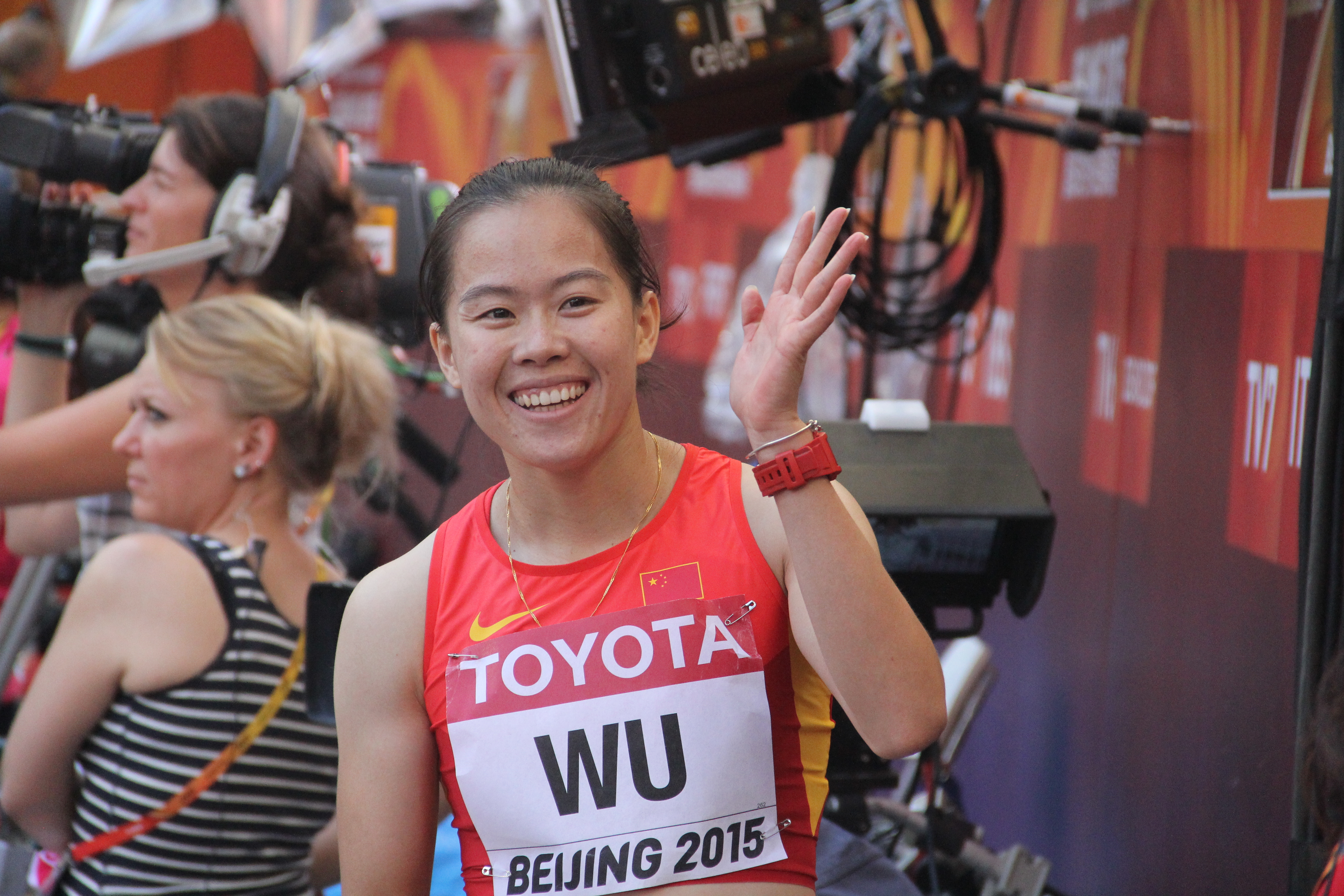
Wu Shuijiao – ausgeschieden
als Vierte des zweiten Vorlaufs

Weitere im zweiten Vorlauf ausgeschiedene Hürdensprinterinnen:

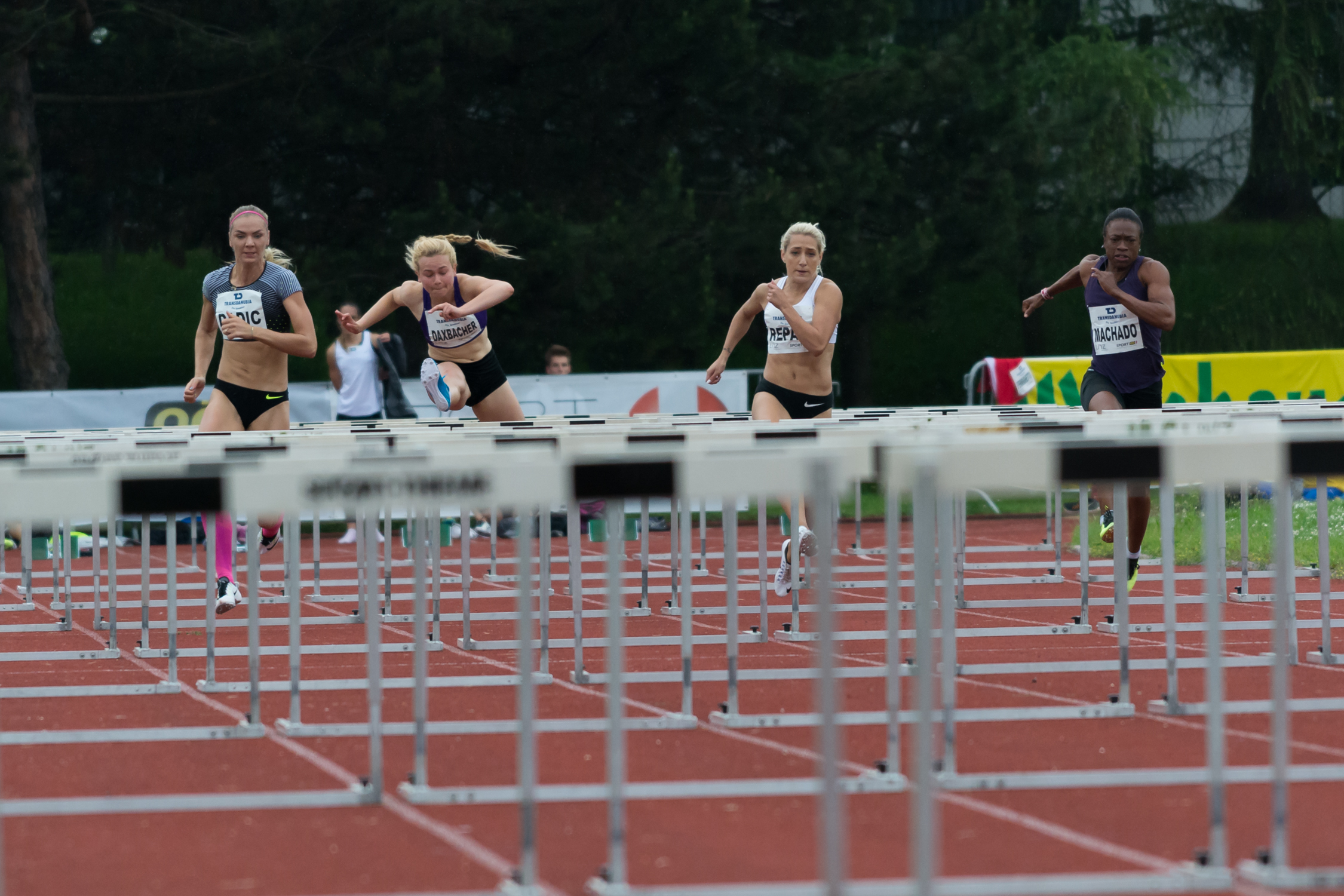
Maíla Machado – (ganz rechts) Rang fünf
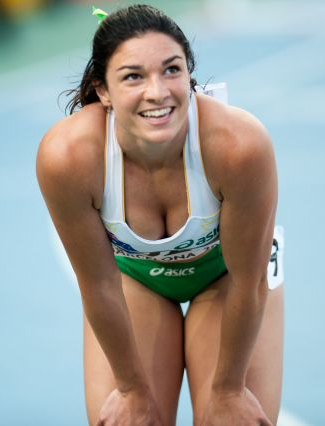
Michelle Jenneke – Rang sechs
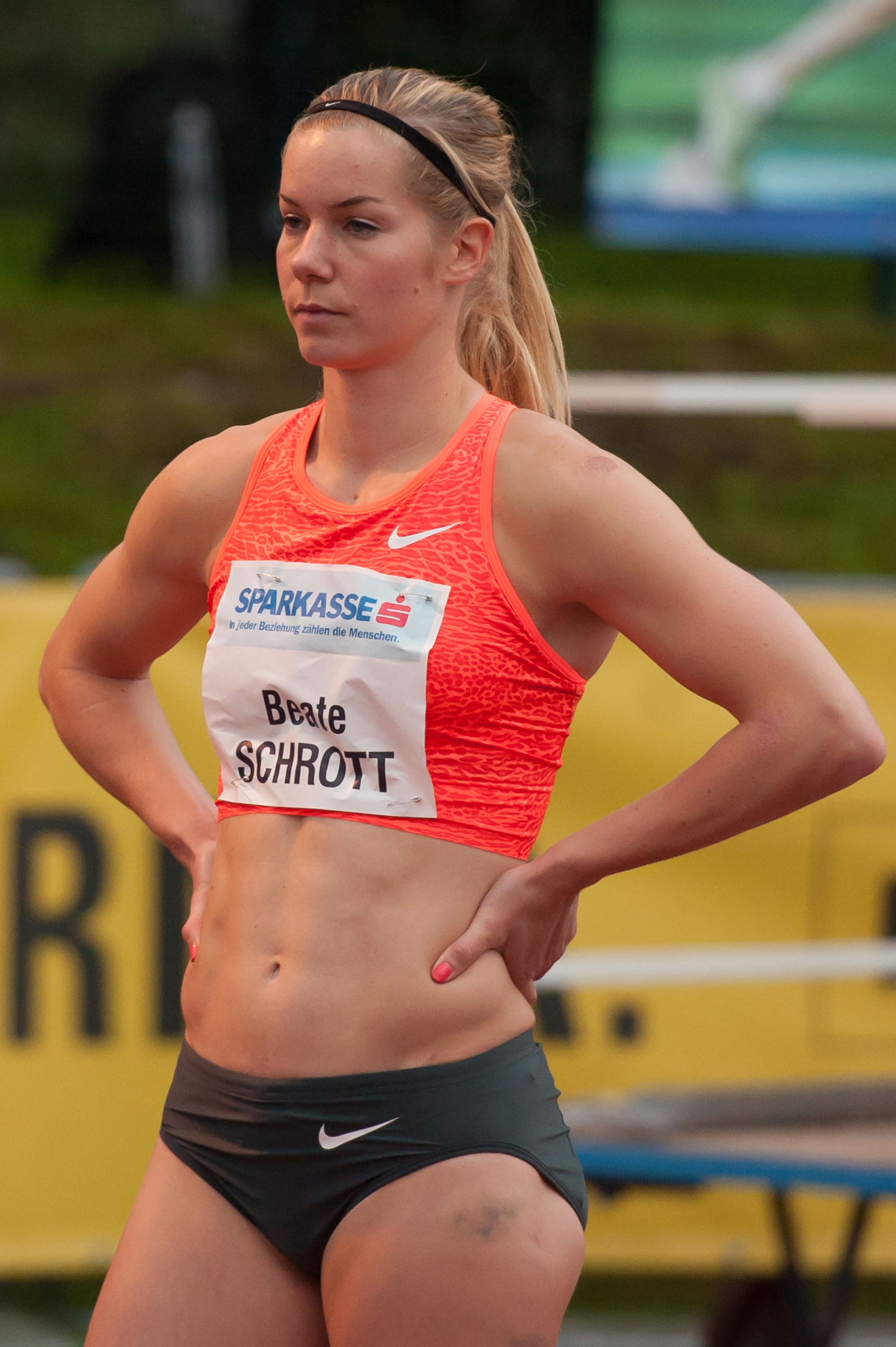
Beate Schrott – Rang acht

### Lauf 3

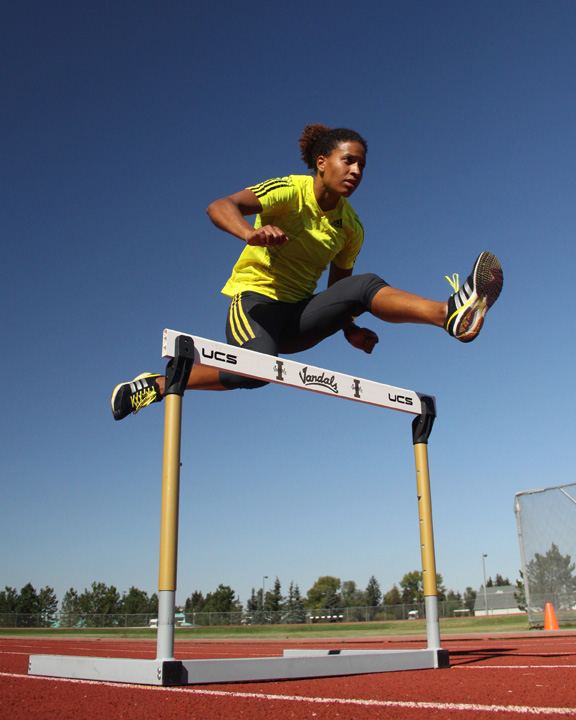
Angela Whyte – ausgeschieden als Sechste des dritten Vorlaufs
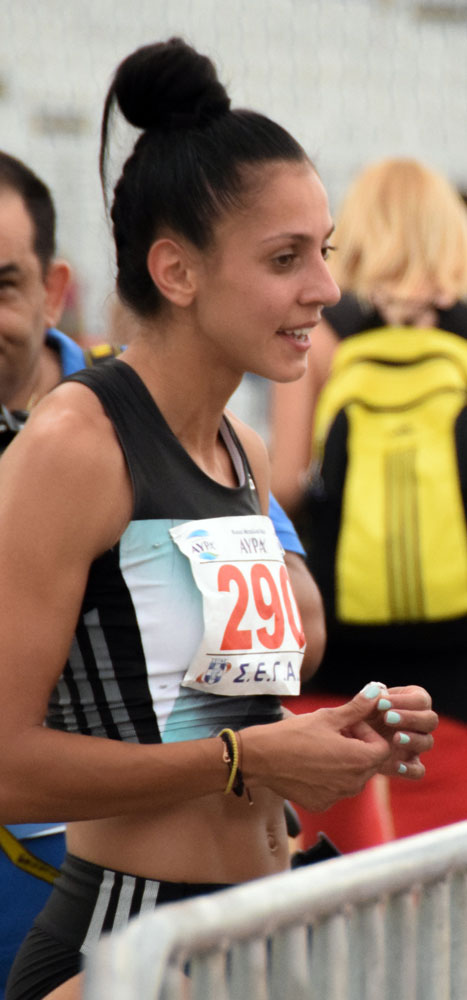
Elisavet Pesiridou – ausgeschieden als Siebte des dritten Vorlaufs

16. August 2016, 11:19 Uhr

Wind: +0,9 m/s
| Platz | Name                  | Nation         | Zeit (s) |
| ----- | --------------------- | -------------- | -------- |
| 1     | Cindy Ofili           | Großbritannien | 12,75    |
| 2     | Nadine Hildebrand     | Deutschland    | 12,84    |
| 3     | Isabelle Pedersen     | Norwegen       | 12,86    |
| 4     | Andrea Ivančević      | Kroatien       | 12,90    |
| 5     | Brigitte Merlano      | Kolumbien      | 13,09    |
| 6     | Angela Whyte          | Kanada         | 13,09    |
| 7     | Elisavet Pesiridou    | Griechenland   | 13,10    |
| 8     | Anastassija Pilipenko | Kasachstan     | 13,29    |

### Lauf 4

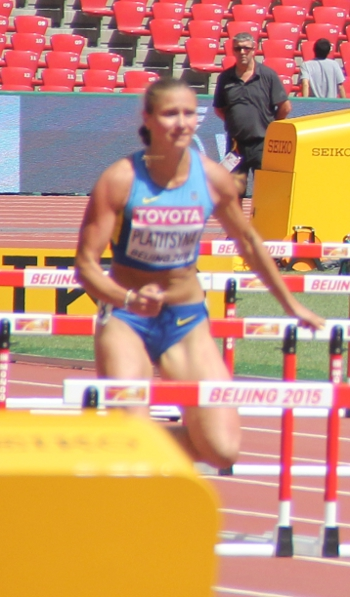
Hanna Plotizyna – ausgeschieden als Siebte des vierten Vorlaufs
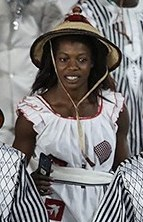
Marthe Koala – ausgeschieden als Achte des vierten Vorlaufs

16. August 2016, 11:26 Uhr

Wind: −0,1 m/s
| Platz | Name              | Nation         | Zeit (s) |
| ----- | ----------------- | -------------- | -------- |
| 1     | Cindy Roleder     | Deutschland    | 12,86    |
| 2     | Tiffany Porter    | Großbritannien | 12,87    |
| 3     | Nickiesha Wilson  | Jamaika        | 12,89    |
| 4     | Clélia Rard-Reuse | Schweiz        | 12,91    |
| 5     | Cindy Billaud     | Frankreich     | 12,98    |
| 6     | Kierre Beckles    | Barbados       | 13,01    |
| 7     | Hanna Plotizyna   | Ukraine        | 13,12    |
| 8     | Marthe Koala      | Burkina Faso   | 13,41    |

### Lauf 5

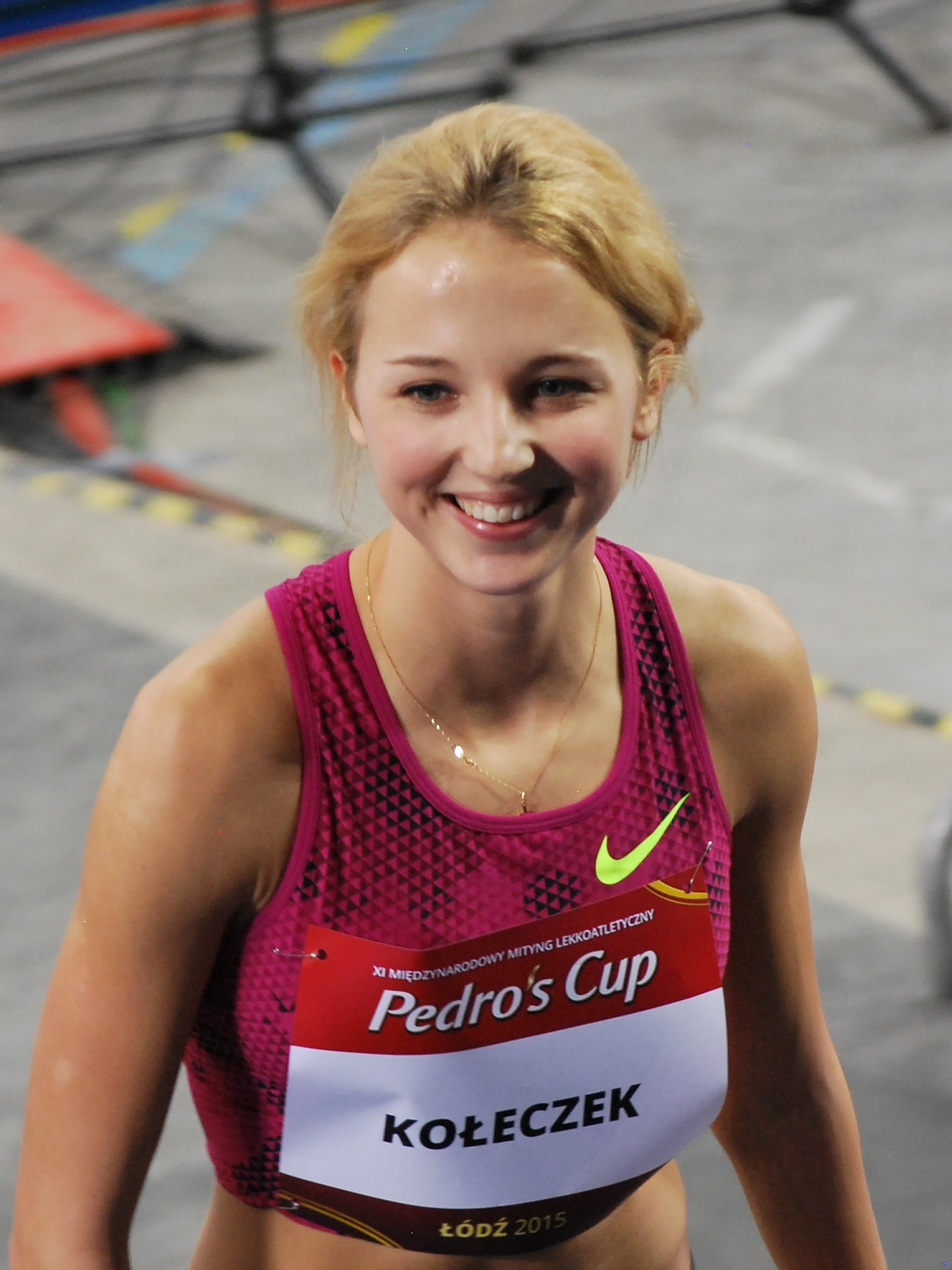
Karolina Kołeczek – ausgeschieden als Sechste des fünften Vorlaufs

16. August 2016, 11:33 Uhr

Wind: +1,0 m/s
| Platz | Name                  | Nation      | Zeit (s) |
| ----- | --------------------- | ----------- | -------- |
| 1     | Jasmine Camacho-Quinn | Puerto Rico | 12,70    |
| 2     | Alina Talaj           | Belarus     | 12,74    |
| 3     | Pamela Dutkiewicz     | Deutschland | 12,90    |
| 4     | Nikkita Holder        | Kanada      | 12,92    |
| 5     | Tobi Amusan           | Nigeria     | 12,99    |
| 6     | Karolina Kołeczek     | Polen       | 13,04    |
| 7     | Oksana Schkurat       | Ukraine     | 13,22    |
| 8     | Yvette Lewis          | Panama      | 13,35    |

### Lauf 6

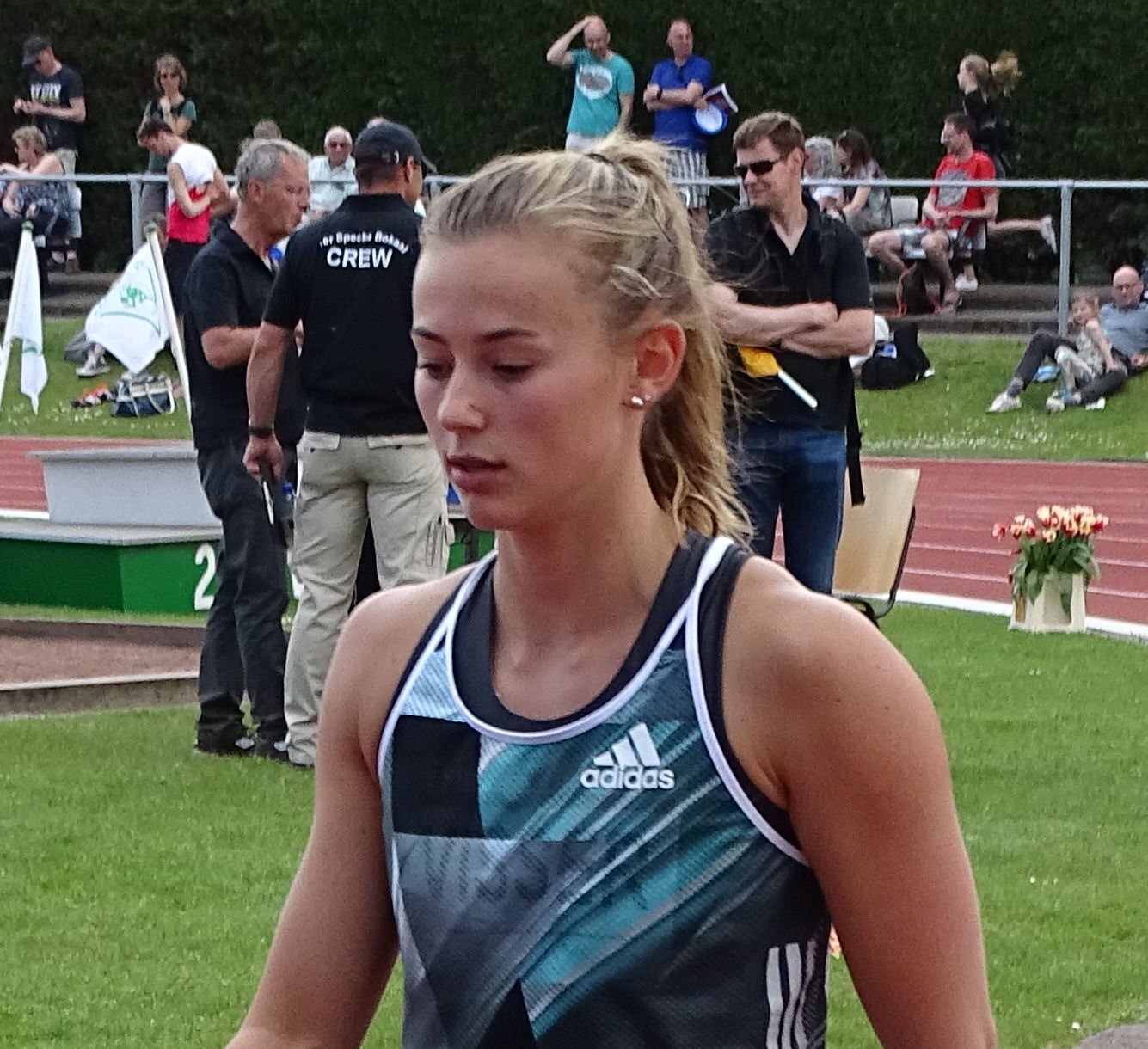
Nadine Visser – ausgeschieden als Vierte des sechsten Vorlaufs
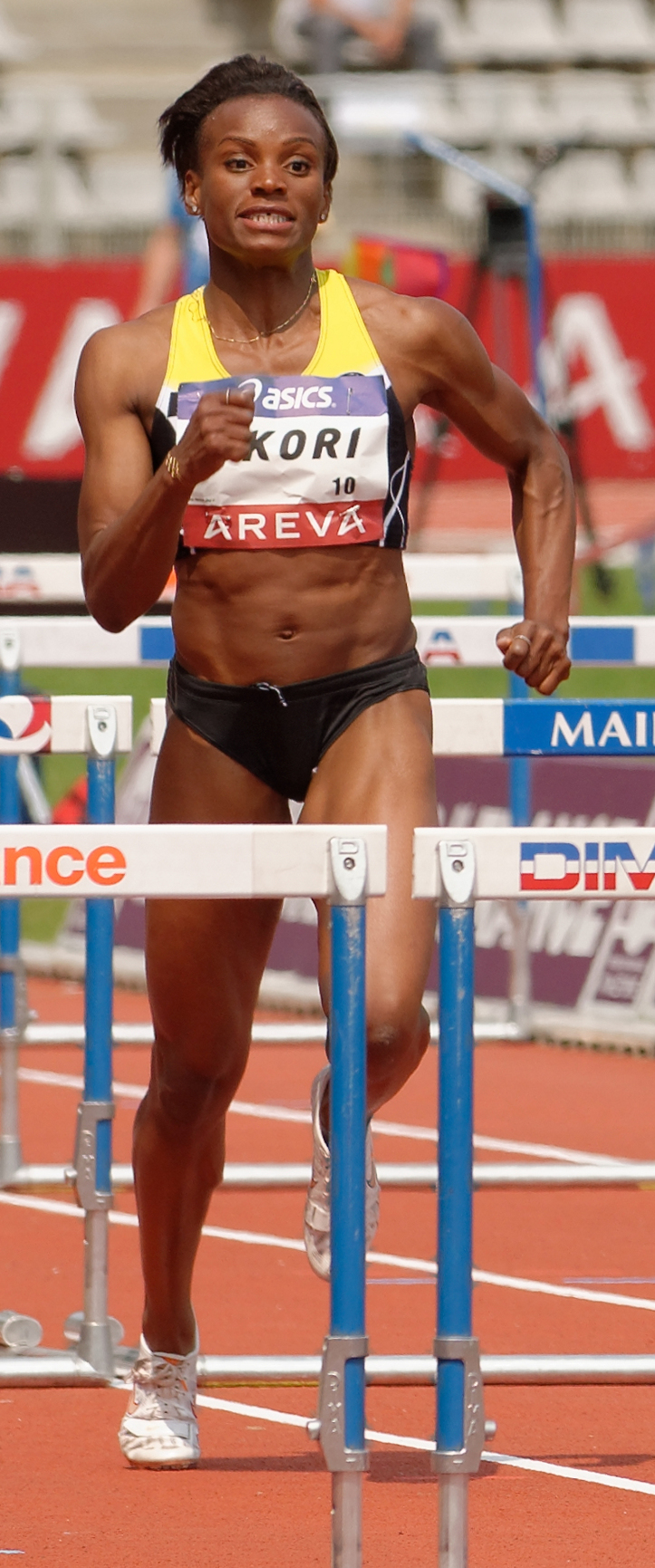
Reïna-Flor Okori verzichtete auf ihren im sechsten Vorlauf vorgesehenen Start

16. August 2016, 11:40 Uhr

Wind: +0,4 m/s
| Platz | Name                  | Nation           | Zeit (s) |
| ----- | --------------------- | ---------------- | -------- |
| 1     | Brianna Rollins       | USA              | 12,54    |
| 2     | Megan Simmonds        | Jamaika          | 12,81    |
| 3     | Sandra Gomis          | Frankreich       | 13,04    |
| 4     | Nadine Visser         | Niederlande      | 13,07    |
| 5     | Fabiana Moraes        | Brasilien        | 13,22    |
| 6     | Valentina Kibalnikova | Usbekistan       | 13,29    |
| 7     | Olena Janowska        | Ukraine          | 13,32    |
| DNS   | Reïna-Flor Okori      | Äquatorialguinea |          |

## Halbfinale
Das Halbfinale umfasste drei Läufe. Für das Finale qualifizierten sich pro Lauf die ersten zwei Athletinnen (hellblau unterlegt). Darüber hinaus kamen die zwei Zeitschnellsten, die sogenannten Lucky Loser (hellgrün unterlegt), weiter.

### Lauf 1

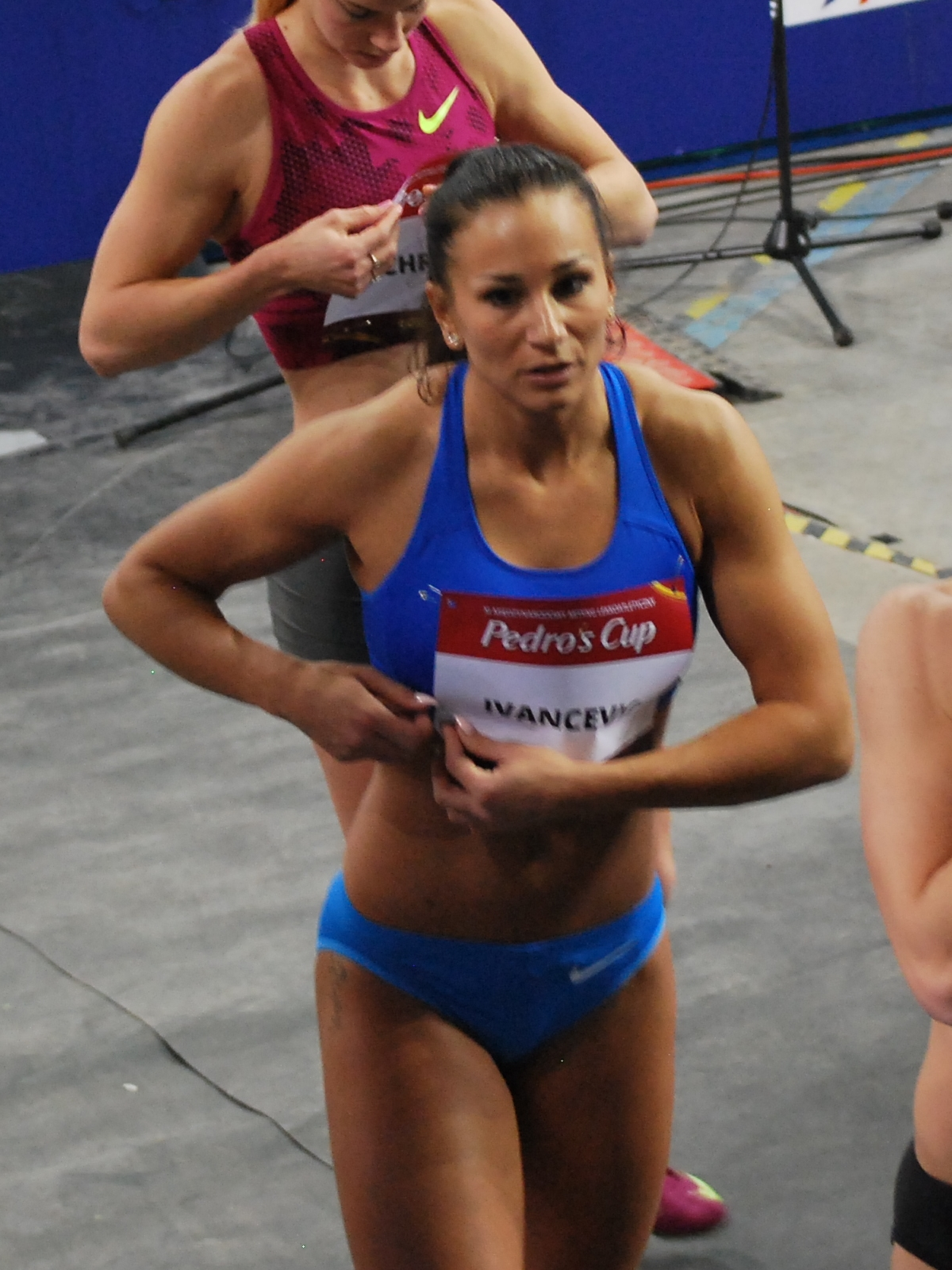
Andrea Ivančević – ausgeschieden als Sechste des ersten Halbfinals
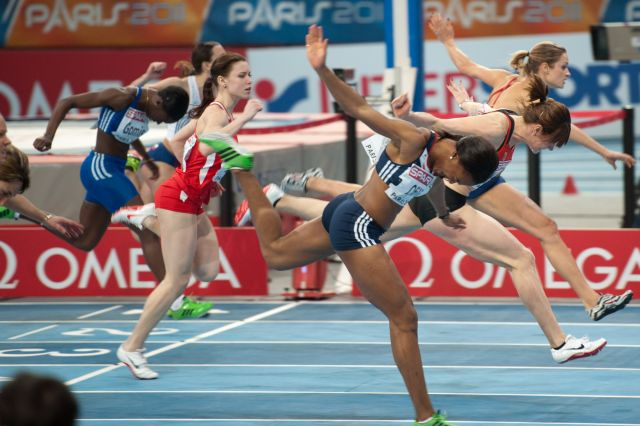
Sandra Gomis (ganz links, blaues Trikot) – ausgeschieden als Siebte des ersten Halbfinals
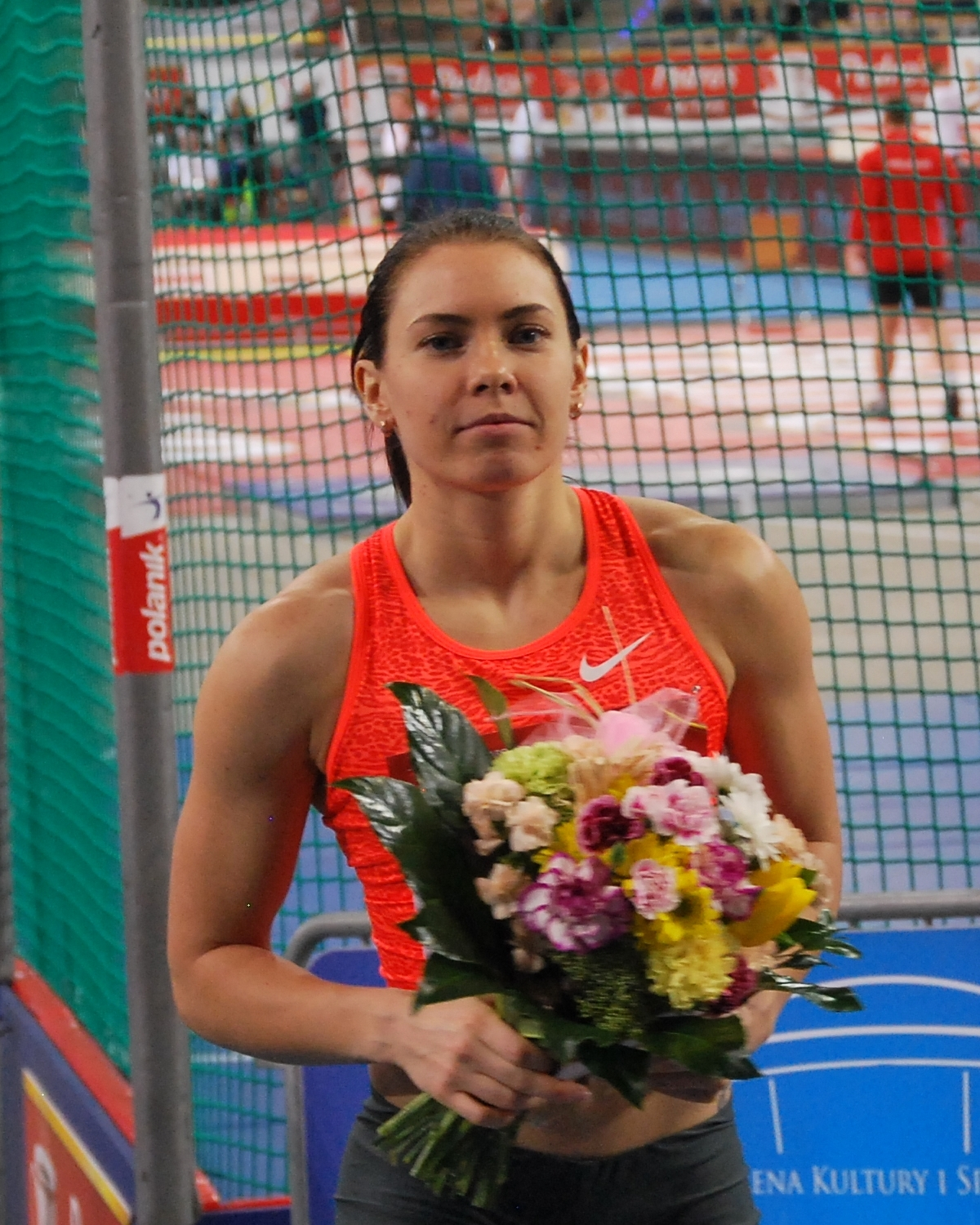
Alina Talaj – ausgeschieden als Achte des ersten Halbfinals

17. August 2016, 20:45 Uhr

Wind: +0,2 m/s
| Platz | Name               | Nation         | Zeit (s) | Anmerkung |
| ----- | ------------------ | -------------- | -------- | --------- |
| 1     | Brianna Rollins    | USA            | 12,47    |           |
| 2     | Pedrya Seymour     | Bahamas        | 12,64    | NR        |
| 3     | Cindy Roleder      | Deutschland    | 12,69    |           |
| 4     | Tiffany Porter     | Großbritannien | 12,82    |           |
| 5     | Shermaine Williams | Jamaika        | 12,86    |           |
| 6     | Andrea Ivančević   | Kroatien       | 12,93    |           |
| 7     | Sandra Gomis       | Frankreich     | 13,23    |           |
| 8     | Alina Talaj        | Belarus        | 13,66    |           |

### Lauf 2
17. August 2016, 20:53Uhr

Wind: −0,1 m/s
| Platz | Name                  | Nation      | Zeit (s) | Anmerkung                                                                    |
| ----- | --------------------- | ----------- | -------- | ---------------------------------------------------------------------------- |
| 1     | Nia Ali               | USA         | 12,65    |                                                                              |
| 2     | Phylicia George       | Kanada      | 12,77    |                                                                              |
| 3     | Tobi Amusan           | Nigeria     | 12,91    |                                                                              |
| 4     | Nadine Hildebrand     | Deutschland | 12,95    |                                                                              |
| 5     | Clélia Rard-Reuse     | Schweiz     | 12,96    |                                                                              |
| 6     | Nooralotta Neziri     | Finnland    | 13,04    |                                                                              |
| 7     | Nickiesha Wilson      | Jamaika     | 13,14    |                                                                              |
| DSQ   | Jasmine Camacho-Quinn | Puerto Rico |          | Weltleichtathletikverband Regel 168.7b – Fehlerhaftes Überqueren einer Hürde |

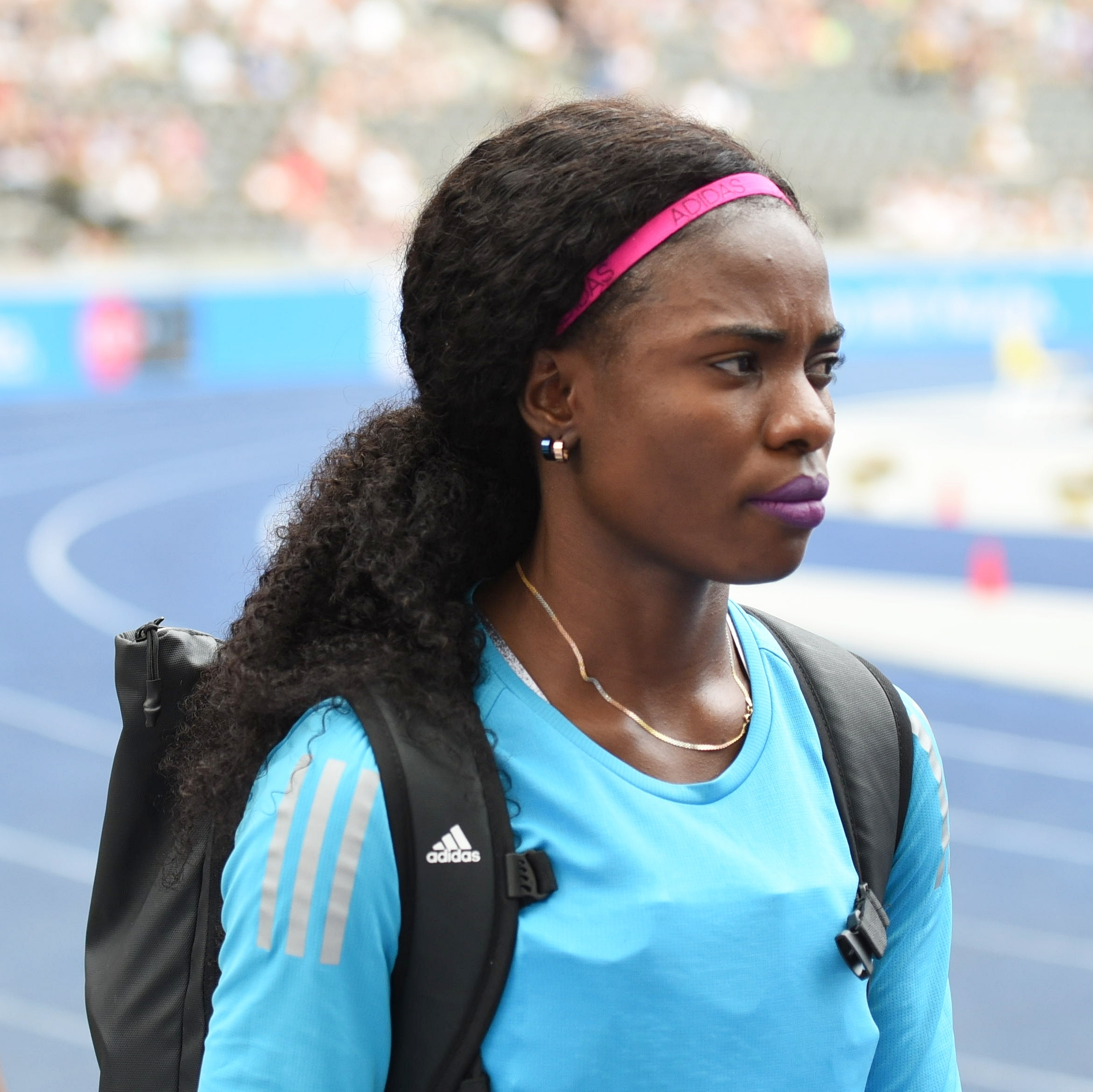
Tobi Amusan – ausgeschieden als Dritte des zweiten Halbfinals

Weitere im zweiten Halbfinale ausgeschiedene Hürdensprinterinnen:

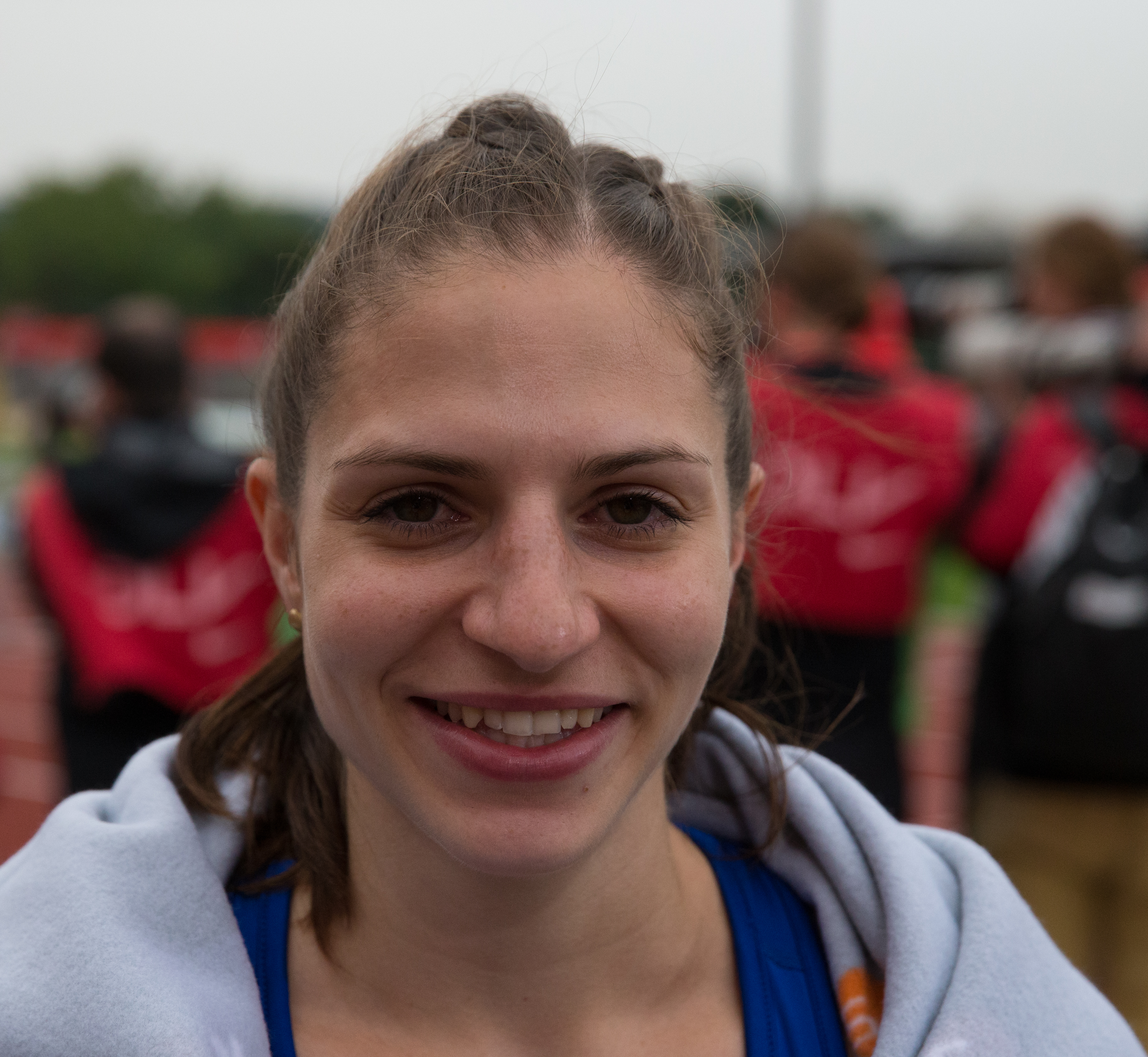
Nadine Hildebrand – Rang vier
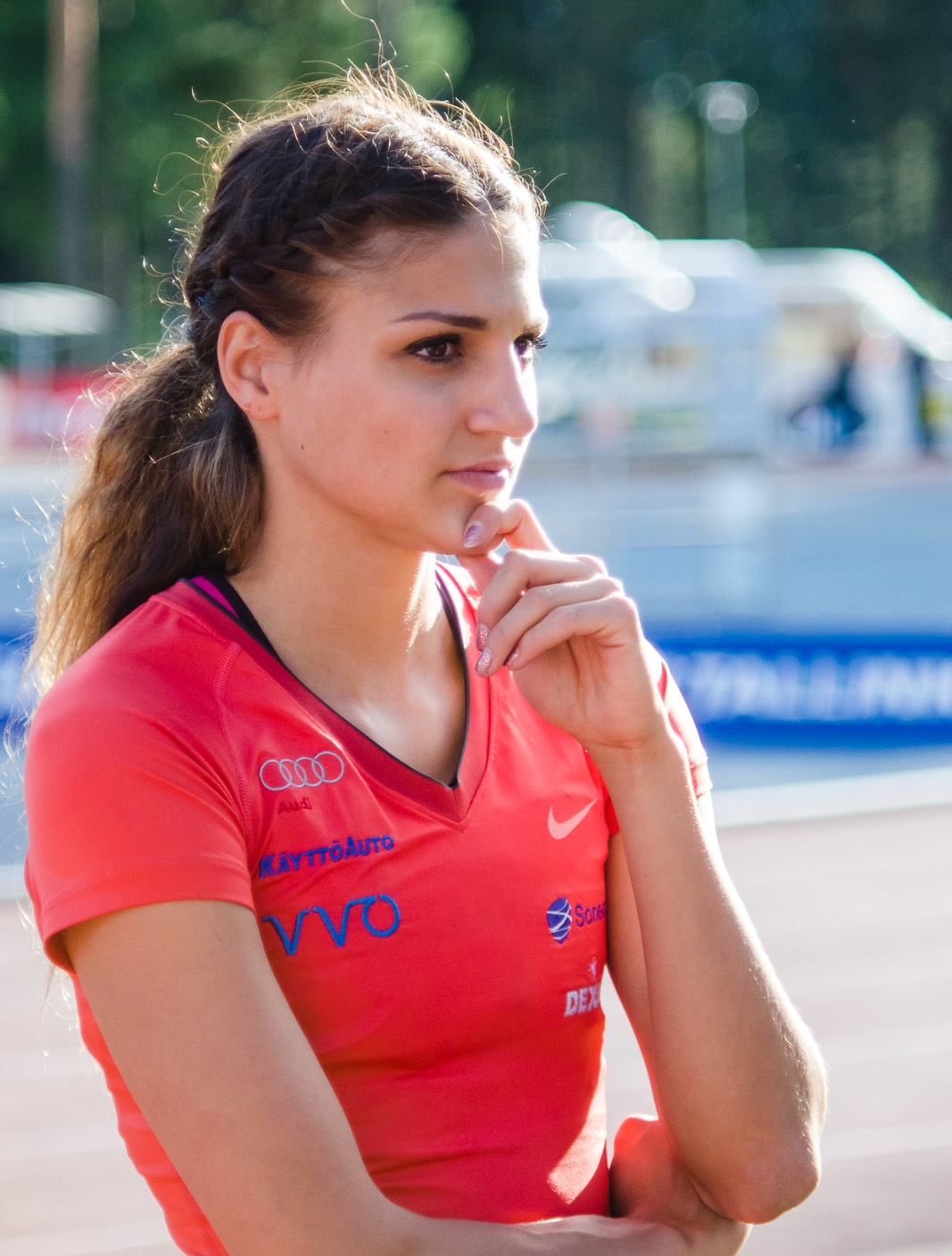
Nooralotta Neziri – Rang sechs
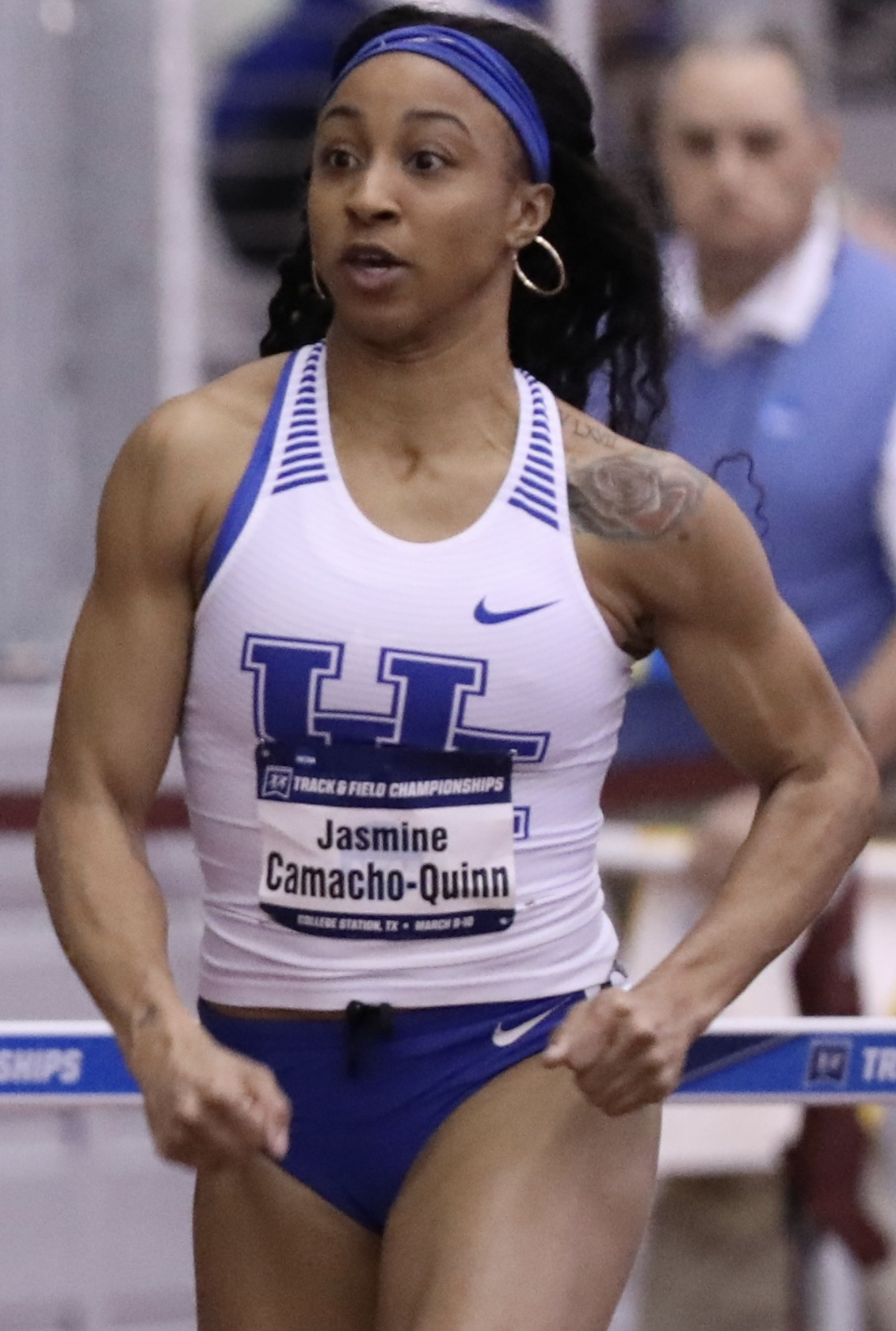
Jasmine Camacho-Quinn – disqualifiziert wegen fehlerhaften Überquerens einer Hürde

### Lauf 3
17. August 2016, 21:01 Uhr

Wind: +0,8 m/s

| Platz | Name              | Nation         | Zeit (s) | Anmerkung                                                                    |
| ----- | ----------------- | -------------- | -------- | ---------------------------------------------------------------------------- |
| 1     | Kristi Castlin    | USA            | 12,63    |                                                                              |
| 2     | Cindy Ofili       | Großbritannien | 12,71    |                                                                              |
| 3     | Isabelle Pedersen | Norwegen       | 12,88    |                                                                              |
| 4     | Pamela Dutkiewicz | Deutschland    | 12,92    |                                                                              |
| 5     | Megan Simmonds    | Jamaika        | 12,95    |                                                                              |
| 6     | Cindy Billaud     | Frankreich     | 13,03    |                                                                              |
| DSQ   | Nikkita Holder    | Kanada         |          | Weltleichtathletikverband Regel 168.7b – Fehlerhaftes Überqueren einer Hürde |
| DSQ   | Anne Zagré        | Belgien        |          | Weltleichtathletikverband Regel 168.7b – Fehlerhaftes Überqueren einer Hürde |

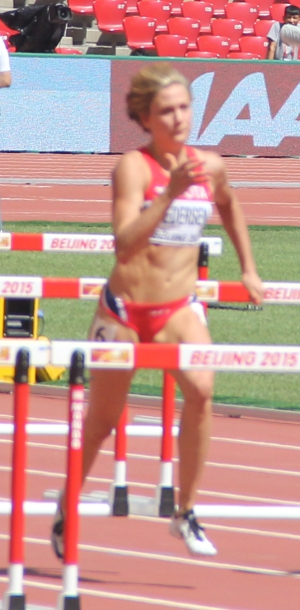
Isabelle Pedersen – ausgeschieden als Dritte des dritten Halbfinals

Weitere im dritten Halbfinale ausgeschiedene Hürdensprinterinnen:

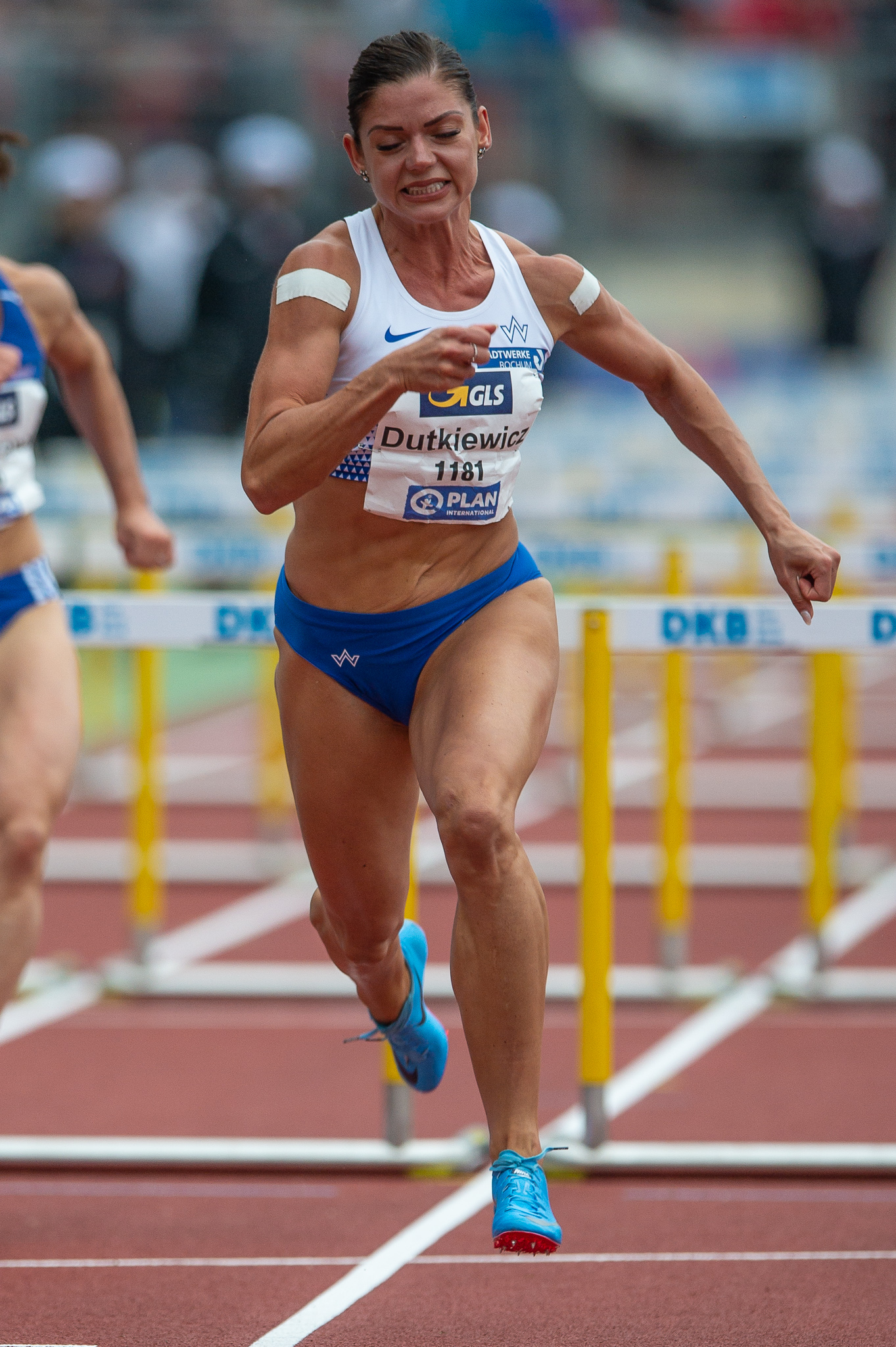
Pamela Dutkiewicz – Rang vier
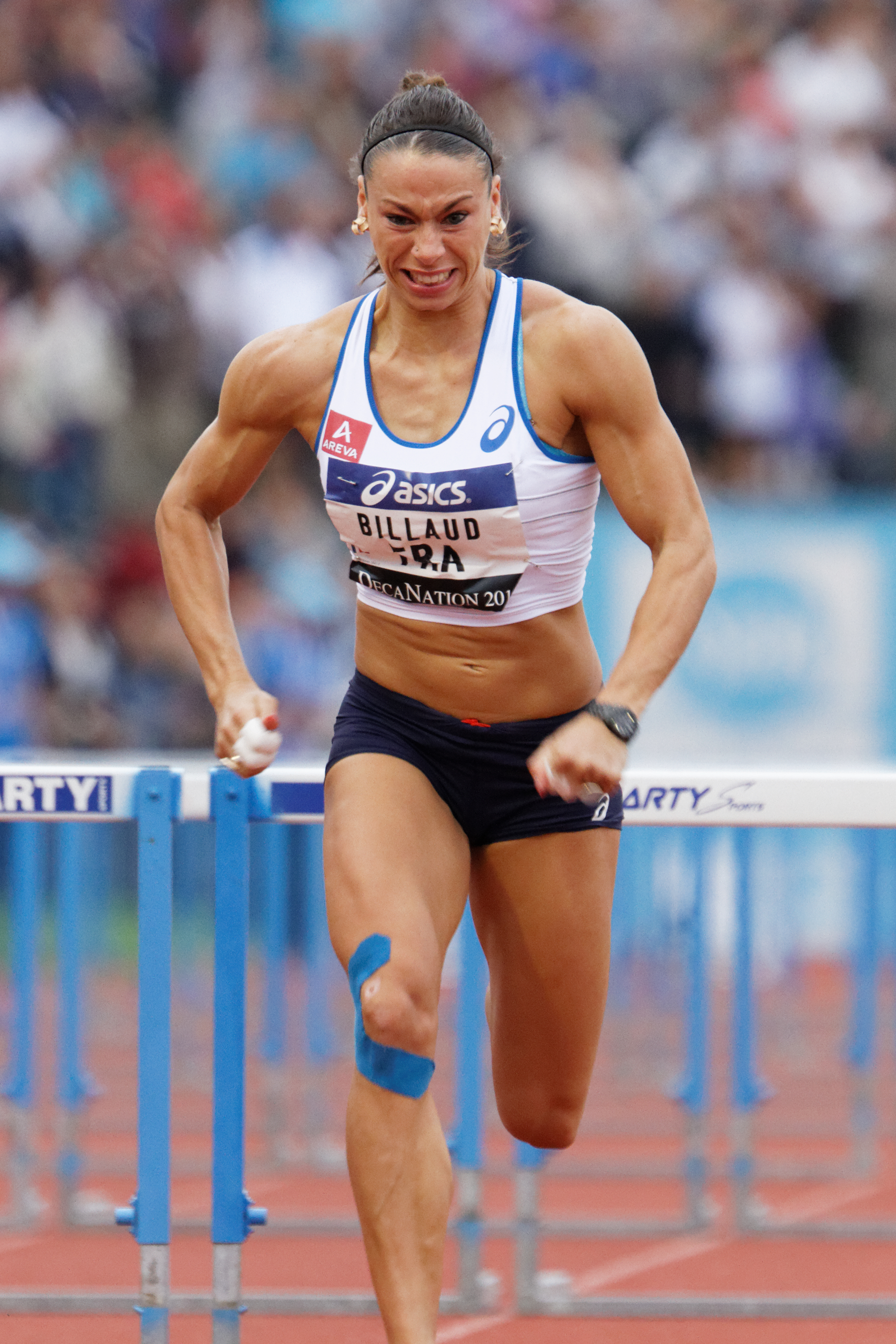
Cindy Billaud – Rang sechs
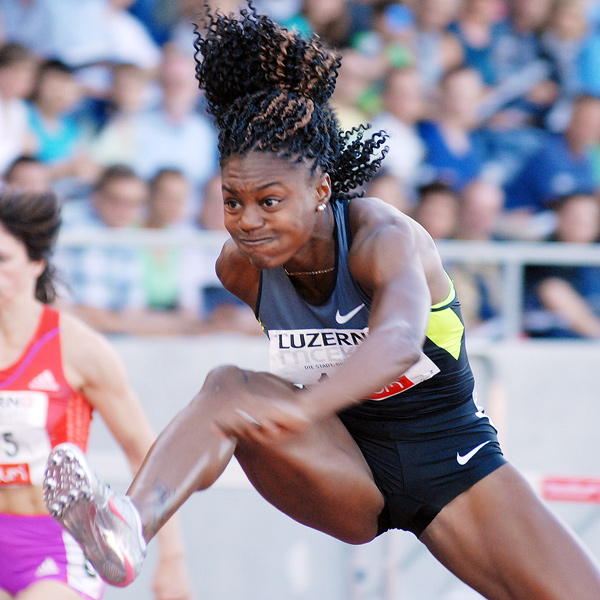
Nikkita Holder – disqualifiziert wegen fehlerhaften Überquerens einer Hürde
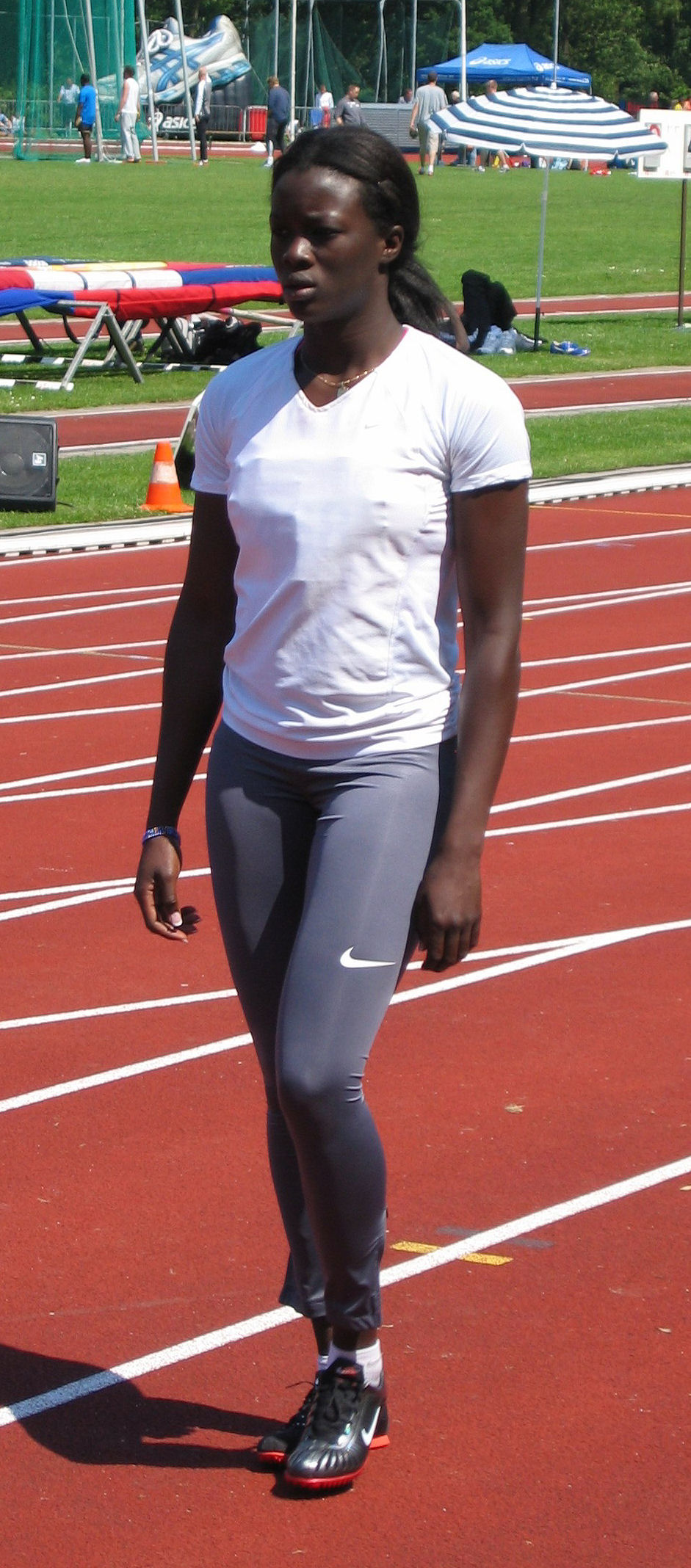
Anne Zagré – disqualifiziert wegen fehlerhaften Überquerens einer Hürde

## Finale
17. August 2016, 22:55 Uhr

Wind: ±0,0 m/s
| Platz | Name            | Nation         | Zeit (s) |
| ----- | --------------- | -------------- | -------- |
| 1     | Brianna Rollins | USA            | 12,48    |
| 2     | Nia Ali         | USA            | 12,59    |
| 3     | Kristi Castlin  | USA            | 12,61    |
| 4     | Cindy Ofili     | Großbritannien | 12,63    |
| 5     | Cindy Roleder   | Deutschland    | 12,74    |
| 6     | Pedrya Seymour  | Bahamas        | 12,76    |
| 7     | Tiffany Porter  | Großbritannien | 12,76    |
| 8     | Phylicia George | Kanada         | 12,89    |

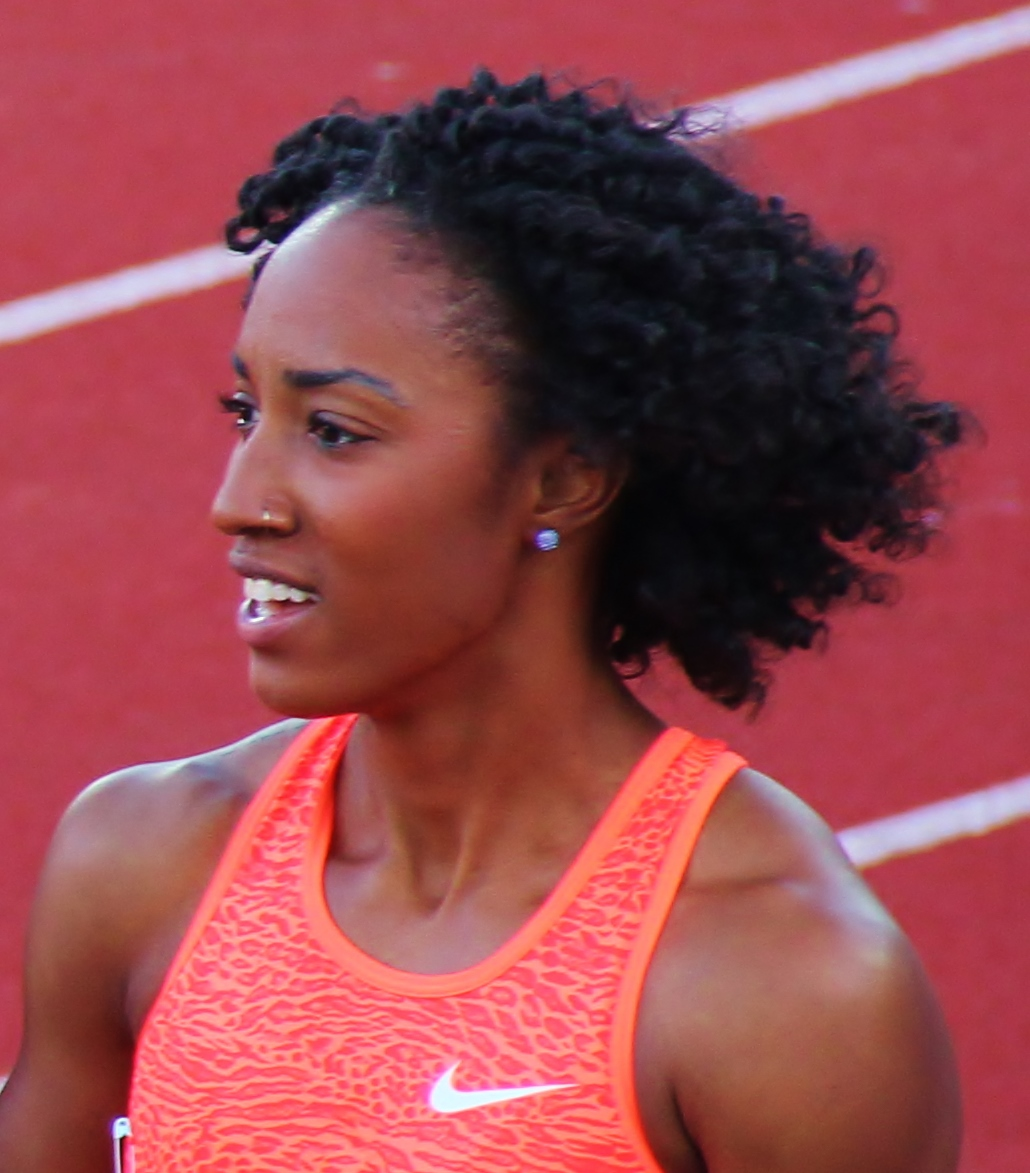
Goldmedaillengewinnerin Brianna Rollins

Für das Finale hatten sich alle drei US-Amerikanerinnen sowie zwei Athletinnen aus Großbritannien qualifiziert. Komplettiert wurde das Feld durch je eine Starterin von den Bahamas, aus Deutschland und Kanada.
Kendra Harrison, die Weltranglistenerste aus den USA, hatte die Qualifikation für die Spiele von Rio verpasst. Zwei Wochen nach den amerikanischen Ausscheidungswettkämpfen war sie in London Weltrekord gelaufen. Die Australierin Sally Pearson, Olympiasiegerin von 2012, und Weltmeisterin Danielle Williams aus Jamaika waren ebenfalls nicht mit dabei. So gab es keine eindeutige Favoritin. Alle drei US-Amerikanerinnen – Brianna Rollins, Nia Ali und Kristi Castlin – gingen nach ihrem starken Auftreten in den Halbfinalläufen mit sehr guten Aussichten in dieses Rennen. Weitere Kandidatinnen für vordere Platzierungen waren die britische Europameisterin von 2014 Tiffany Porter und die deutsche Europameisterin von 2016 Cindy Roleder, die allerdings nicht mehr ganz die Form von den Europameisterschaften hatte.
Rollins lag schon an der ersten Hürde in Führung vor ihrer Teamkameradin Ali sowie den beiden Britinnen Cindy Ofili und Porter. Zwischen der vierten und sechsten Hürde holte Castlin, die bislang am Ende des Feldes gelegen hatte, auf. Sie überholte Roleder und die Kanadierin Phylicia George, danach Pedrya Seymour von den Bahamas. Dann zog sie an Porter vorbei und an der letzten Hürde auch an Ofili. Ganz vorne allerdings gab es keine Änderungen mehr. Brianna Rollins wurde mit einem Meter Vorsprung auf Nia Ali Olympiasiegerin. Kristi Castlin gewann die Bronzemedaille, Cindy Ofili wurde Vierte. Auf den fünften Platz kam Cindy Roleder vor Pedrya Seymour.
Erstmals bei Olympischen Spielen gingen alle drei Medaillen in dieser Disziplin an Sportlerinnen aus einer Nation. Mit zwölf gewonnenen Medaillen sind die USA hier am erfolgreichsten. Es war der vierte Olympiasieg einer US-Athletin im 100-Meter-Hürdenlauf.

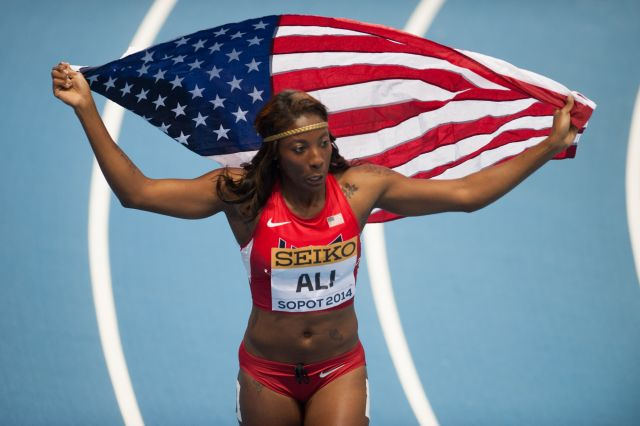
Silbermedaillengewinnerin Nia Ali
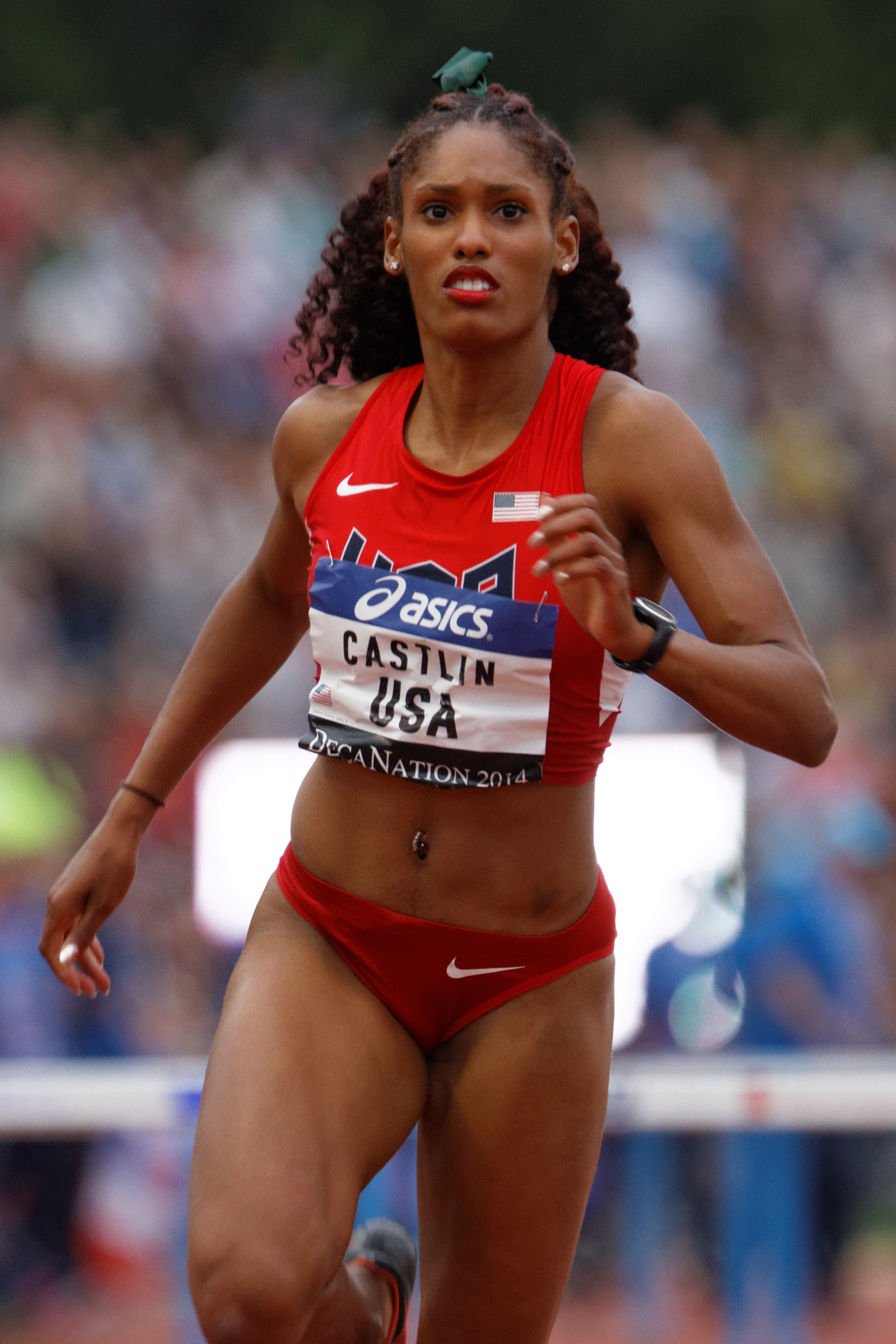
Bronzemedaillengewinnerin Kirsti Catlin
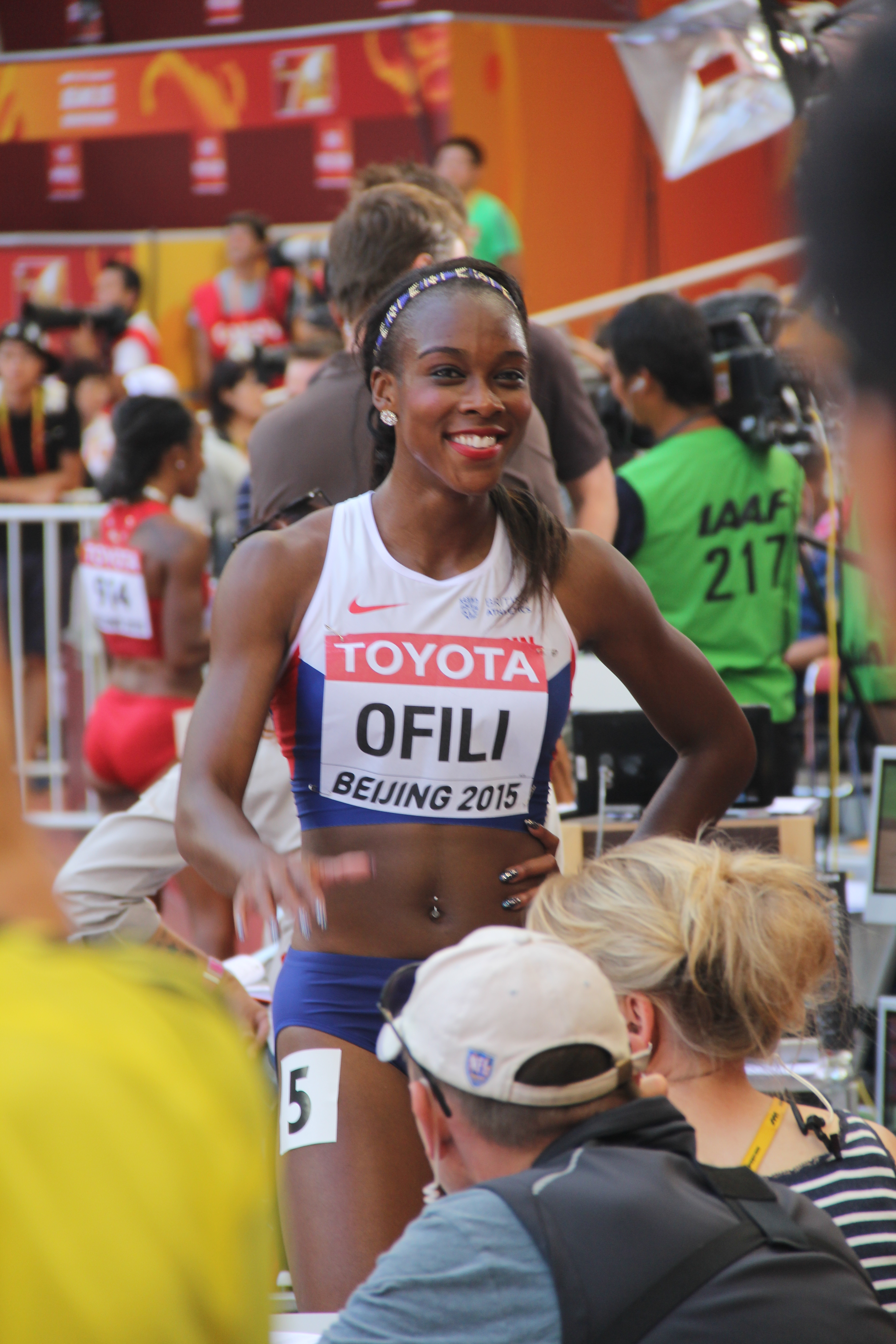
Rang vier für Cindy Ofili
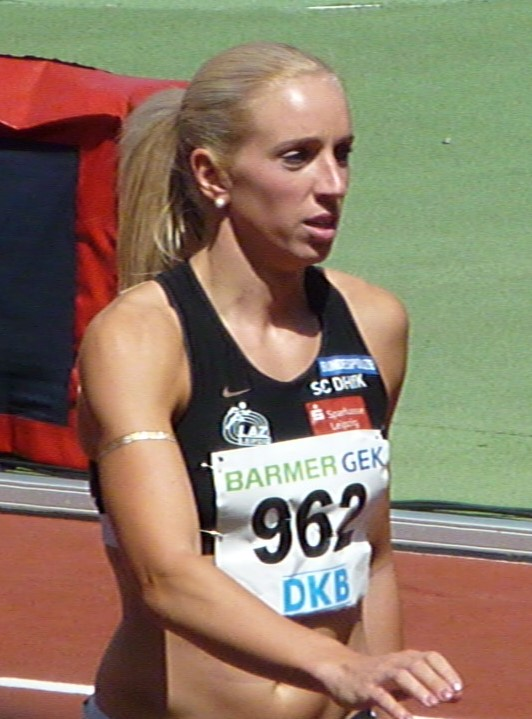
Cindy Roleder kam auf den fünften Platz
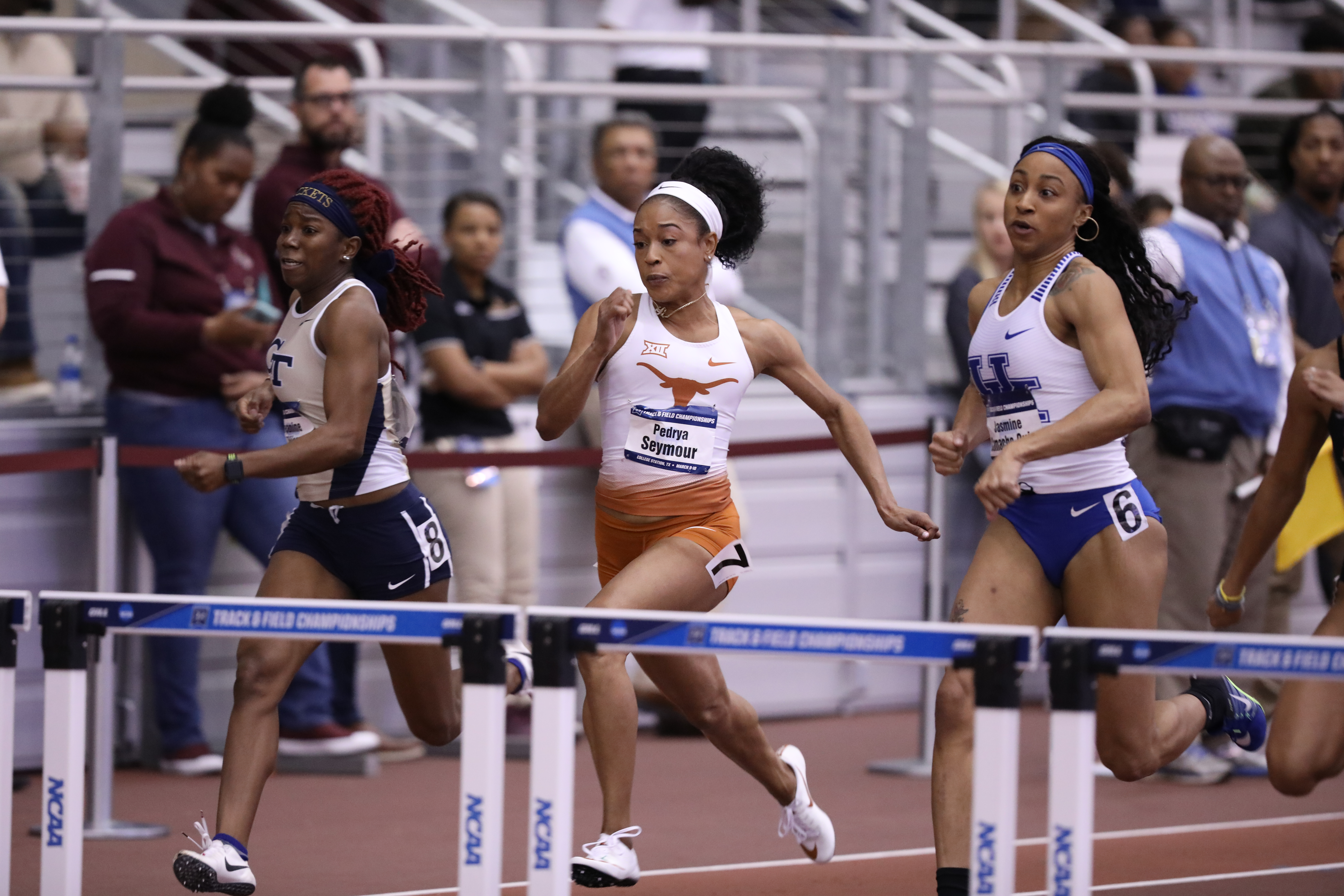
Pedrya Seymour wurde Olympiasechste
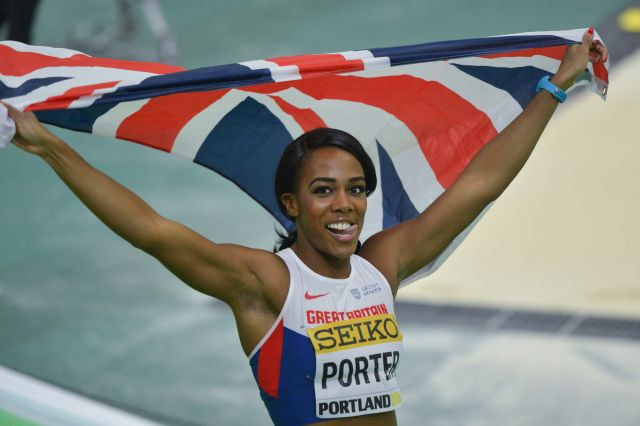
Tiffany Porter erreichte den siebten Platz
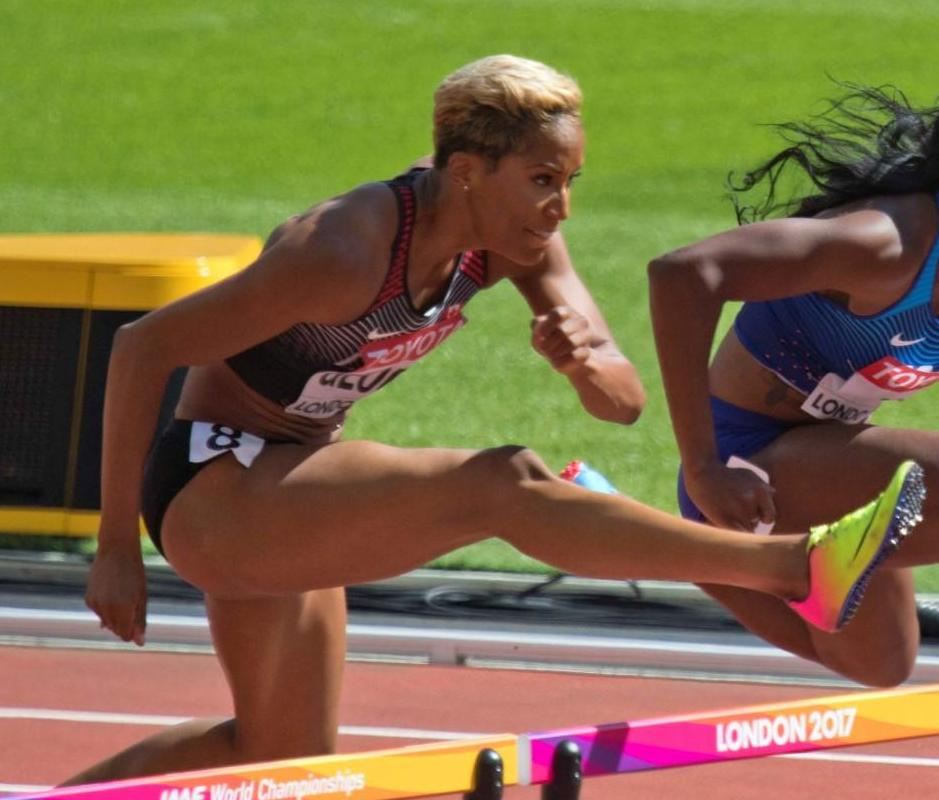
Phylicia George belegte Rang acht

## Videolinks
- Women's 100m Hurdles Final, Tokyo Replays, youtube.com, abgerufen am 9. Mai 2022
- USA sprinters sweep the podium in Women's 100m Hurdles, youtube.com, abgerufen am 9. Mai 2022